# 社交名流

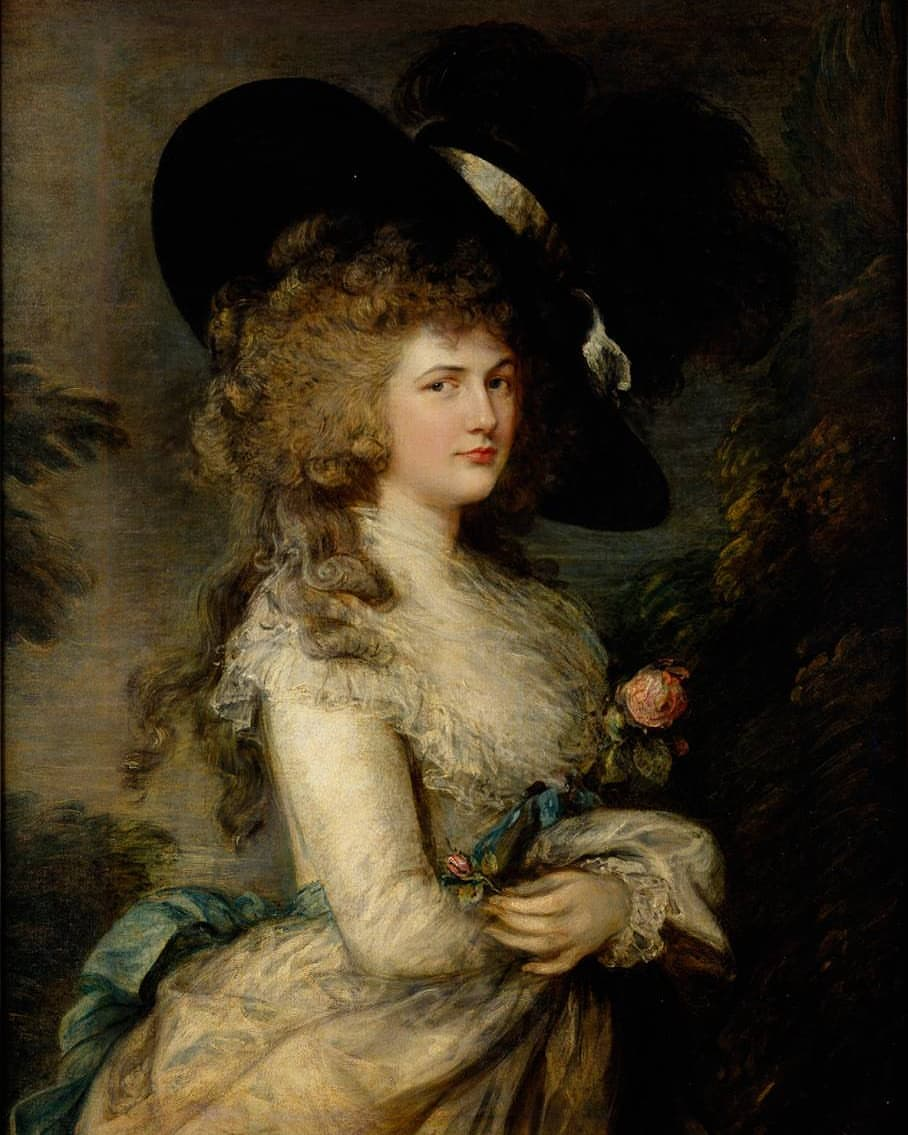
德文郡公爵夫人乔治亚娜·卡文迪什，（1727-1788），18世纪末的英国社交名媛

社交名流或社交名媛（英語：socialite）是一类人，通常是富裕或拥有贵族背景的女性，在上流社会很突出。社交名媛通常花大量的时间参加各种时尚的社交聚会，而不是从事传统的工作。

## 另見
- 名流